# Caleta Olivia
Caleta Olivia je město ležící na severovýchodě argentinské provincie Santa Cruz, na pobřeží Atlantiku v zálivu San Jorge. Má asi 36 000 obyvatel. Je to druhé nejdůležitější město provincie po Río Gallegos a nejlidnatější v departementu Deseado.
Město bylo založeno 20. listopadu 1901 Exequielem Gutterem, poručíkem vojenského námořnictva, velitelem Guardia Nacional sloužícím na lodi, která dopravovala kabely, zařízení a pracovníky pro budování telegrafního vedení na jih od Comodoro Rivadavia.
Dominujícím hospodářským odvětvím v Caleta Olivia je kromě rybolovu a chovu ovcí hlavně těžba ropy. Od roku 1944, kdy byla objevena výnosná naleziště, nastal rychlý přírůstek obyvatelstva. Ke konci 20. století město přijalo mnoho přistěhovalců ze severních provincií Argentiny a Chile.